# Адміністративний устрій Новопсковського району
Адміністративний устрій Новопсковського району — адміністративно-територіальний устрій Новопсковського району Луганської області, який поділений на 1 селищну раду, 14 сільських рад і 1 об'єднану територіальну громаду, які об'єднують 39 населених пунктів і підпорядковані Новопсковській районній раді. Адміністративний центр — смт Новопсков.

## Список радНовопсковського району

### Селищні і сільські ради
| №  | Назва                          | Центр          | Населені пункти                                                                      | Площа км² | Місце за площею | Населення (2001), осіб. | Місце за населенням |
| -- | ------------------------------ | -------------- | ------------------------------------------------------------------------------------ | --------- | --------------- | ----------------------- | ------------------- |
| 1  | Білолуцька селищна рада        | смт Білолуцьк  | смт Білолуцьк с. Кубань                                                              |           |                 |                         |                     |
| 2  | Новопсковська селищна рада     | смт Новопсков  | смт Новопсков                                                                        |           |                 |                         |                     |
| 3  | Ганусівська сільська рада      | с. Ганусівка   | с. Ганусівка с. Пантюхине с. Солоне                                                  |           |                 |                         |                     |
| 4  | Донцівська сільська рада       | с. Донцівка    | с. Донцівка                                                                          |           |                 |                         |                     |
| 5  | Заайдарівська сільська рада    | с. Заайдарівка | с. Заайдарівка                                                                       |           |                 |                         |                     |
| 6  | Закотненська сільська рада     | с. Закотне     | с. Закотне с. Лисогорівка                                                            |           |                 |                         |                     |
| 7  | Кам'янська сільська рада       | с. Кам'янка    | с. Кам'янка с. Степне                                                                |           |                 |                         |                     |
| 8  | Козлівська сільська рада       | с. Козлове     | с. Козлове с. Залісне с. Литвинове с. Світле с. Шапран                               |           |                 |                         |                     |
| 9  | Можняківська сільська рада     | с. Можняківка  | с. Можняківка с-ще Радгоспний                                                        |           |                 |                         |                     |
| 10 | Новобілянська сільська рада    | с. Новобіла    | с. Новобіла                                                                          |           |                 |                         |                     |
| 11 | Новорозсошанська сільська рада | с. Новорозсош  | с. Новорозсош                                                                        |           |                 |                         |                     |
| 12 | Осинівська сільська рада       | с. Осинове     | с. Осинове с. Ікове с. Макартетине с. Тев'яшеве с. Хворостяне                        |           |                 |                         |                     |
| 13 | Павленківська сільська рада    | с. Павленкове  | с. Павленкове с. Трембачеве                                                          |           |                 |                         |                     |
| 14 | Пісківська сільська рада       | с. Піски       | с. Піски с. Булавинівка                                                              |           |                 |                         |                     |
| 15 | Риб'янцівська сільська рада    | с. Риб'янцеве  | с. Риб'янцеве с. Писарівка                                                           |           |                 |                         |                     |
| 16 | Рогівська сільська рада        | с. Рогове      | с. Рогове                                                                            |           |                 |                         |                     |
| 17 | Танюшівська сільська рада      | с. Танюшівка   | с. Танюшівка с. Березівка с. Костянтинівка с. Пелагіївка с. Синельникове с. Соснівка |           |                 |                         |                     |

- Примітки:

1. м. — місто, смт — селище міського типу, с. — село, с-ще — селище
2. Осинівська сільська рада об'єдналася з Новопсковською селищною радою.

### Об'єднані громади
| № | Назва                         | Центр         | Населені пункти                                                                       | Площа, км² | Населення (2015) |
| - | ----------------------------- | ------------- | ------------------------------------------------------------------------------------- | ---------- | ---------------- |
| А | Новопсковська селищна громада | смт Новопсков | смт Новопсков село Ікове село Макартетине село Осинове село Тев'яшеве село Хворостяне | …          | 12230            |